# Tihomir Polanec
Tihomir Polanec (1935. – Zagreb, 14. listopada 1982.) je bio hrvatski glumac.

## Filmografija

### Televizijske uloge
- "Kiklop" kao radnik u pogonu (1983.)
- "Nepokoreni grad" (1982.)
- "Gruntovčani" kao slastičar Kiki (1975.)
- "Prosjaci i sinovi" kao Ceka (1972.)
- "Kuda idu divlje svinje" kao Grof (1971.)

### Filmske uloge
- "Kiklop" kao radnik u pogonu (1982.)
- "Samo se jednom ljubi" (1981.)
- "Bombaški proces" (1978.)
- "Akcija stadion" kao prodavač novina (1977.)
- "Zec" kao topnik Haramuštek (1975.)
- "Deps" (1974.)
- "Ljubav i poneka psovka" kao glumac u putujućem cirkusu (1969.)
- "Kad čuješ zvona" kao stražar i ranjenik (1969.)
- "Prijetnja" (1968.)
- "Princ nafte" kao bandit (1965.)
- "Martin u oblacima" kao Hrvojev kolega (1961.)
- "Tri Ane" kao pacijent sa povrijeđenom rukom (1959.)
- "Cesta duga godinu dana" kao mladić iz sela #1 (1958.)
- "Ne okreći se, sine" kao čistač cipela (1956.)
- "Milioni na otoku" kao švercer #1 (1955.)
- "Sinji galeb" kao Jure (1953.)

## Vanjske poveznice
- Tihomir Polanec u internetskoj bazi filmova IMDb-u (engl.)